# Fantastic Beasts and Where to Find Them
Fantastic Beasts and Where to Find Them is een Brits-Amerikaanse fantasyfilm uit 2016 die geïnspireerd is op het gelijknamige boek van J.K. Rowling. De film is een spin-off van de Harry Potterfilmserie. Het script is geschreven door J.K. Rowling en is geregisseerd door David Yates, die ook de laatste vier Harry Potterfilms regisseerde. De film ging in première op 10 november 2016 op de Juilliard School in New York.

## Verhaal
In 1926 arriveert Newt Scamander in  New York voor een congres van magiërs. Bij zich heeft hij een magische koffer waarin allerhande magische wezens huizen. Als de wezens echter bij een botsing met de dreuzel Jacob Kowalski uit de koffer ontsnappen zorgt dat ervoor dat de Amerikaanse magische autoriteiten achter Newt aan gaan. Ondertussen komen ook de verhoudingen tussen de magische en niet-magische wereld op scherp te staan.
Gelijktijdig vinden er incidenten plaats waarbij een enorme magische kracht vernielingen aanricht en senator Henry Shaw Jr. doodt. Dit is koren op de molen van de New Salem Philanthropic Society, een dreuzelbeweging die meent dat tovenaars en heksen echt bestaan en gevaarlijk zijn. Deze beweging wordt geleid door Mary Lou Barbot, die haar geadopteerde kinderen als slaven misbruikt en dwingt propaganda voor de beweging te verspreiden.
Newt overtuigt Jacob hem te helpen de ontsnapte dieren terug te vinden. Tina Goldstein, een ontslagen Schouwer, probeert de zaak bij de autoriteiten aan te kaarten om haar baan terug te krijgen, maar dit loopt helemaal mis. MACUSA, de Amerikaanse tegenhanger van het Ministerie van Toverkunst, geeft Newts dieren de schuld van de incidenten en de directeur van Magische Veiligheid Percival Graves veroordeelt hem en Tina ter dood en wil Jacobs geheugen wissen. Net op tijd worden ze door Tina's zus Queenie gered. Zij en Jacob krijgen gevoelens voor elkaar, hoewel de Amerikaanse toverwet relaties tussen tovenaars of heksen en dreuzels verbiedt.
Percival Graves probeert Koenraad Barbot, de zoon van Mary Lou Barbot, te benaderen. Hij blijkt een Obscurus te bezitten, een magische destructieve parasiet die zich ontwikkelt als magische kinderen hun magie (moeten) onderdrukken. Zijn Obscurus is ontstaan omdat hij zijn magie had moeten verbergen voor zijn magie hatende pleegmoeder, en door zijn sterke magische krachten is hij een van de weinige kinderen die met een Obscurus volwassen wordt en niet voortijdig overlijdt. Graves probeert Koenraad voor zijn karretje te spannen door hem aan te bieden hem van zijn dominante pleegmoeder te verlossen. Koenraad raakt buiten zinnen en richt als Obscurus enorme vernielingen aan.
Uiteindelijk worden Barbot en Graves door Newt en zijn groep in de metro aangetroffen. De Schouwers van MACUSA komen echter tussenbeide en desintegreren Koenraad, maar een klein fragment van de Obscurus ontsnapt. Graves geeft toe dat hij de magische gemeenschap wilde ontmaskeren en roept woedend uit dat MACUSA de no-majs meer beschermt dan de magische gemeenschap zelf. Hierdoor beseffen Newt en de Schouwers dat Graves niet is wie hij zegt dat hij is. Met behulp van een spreuk wordt Graves ontmaskerd als Gellert Grindelwald en wordt hij afgevoerd naar de gevangenis.
Newt gebruikt zijn dondervogel Frank om een regenbui te ontketenen met magische krachten: iedere dreuzel die nat wordt vergeet alles over de magische gebeurtenissen. Ook Jacob moet ondanks zijn hulp alles vergeten: regels zijn regels. Terwijl de regen zijn geheugen wist kust Queenie hem. (Kanttekening: de magische regen bevat een speciaal 'gif' waardoor iedereen die onder de regen staat, alleen maar slechte herinneringen vergeet. Dit verklaart dus voor een deel het einde van deze en het begin van de volgende film.)
De volgende dag gaat Jacob zoals gewoonlijk naar zijn werk in een fabriek. Opeens loopt er een voor hem onbekende man tegen hem aan (dit is Newt) die ongemerkt hun koffers omwisselt. In de koffer zitten zilveren eierschalen die als onderpand kunnen dienen voor een lening zodat Jacob een eigen banketbakkerij op kan zetten. Newt besluit weer terug te gaan naar Europa en neemt afscheid van Tina, maar belooft dat hij terug zal komen om haar weer op te zoeken.
Jacob opent kort daarna zijn bakkerij, die erg succesvol blijkt te zijn vanwege Jacobs baksels, die onbewust op de fabeldieren van Newt zijn geïnspireerd. Queenie bezoekt Jacob in zijn bakkerij. Hij lijkt haar niet te herkennen, maar dan verschijnt er opeens een grote glimlach van herkenning op zijn gezicht.

## Rolverdeling
| Acteur / Actrice    | Rol                 |
| ------------------- | ------------------- |
| Eddie Redmayne      | Newt Scamander      |
| Katherine Waterston | Tina Goldstein      |
| Dan Fogler          | Jacob Kowalski      |
| Alison Sudol        | Queenie Goldstein   |
| Ezra Miller         | Credence Barebone   |
| Colin Farrell       | Percival Graves     |
| Carmen Ejogo        | Seraphina Picquery  |
| Samantha Morton     | Mary Lou Barebone   |
| Ron Perlman         | Gnarlack            |
| Jon Voight          | Henry Shaw Sr.      |
| Josh Cowdery        | Henry Shaw Jr.      |
| Ronan Raftery       | Langdon Shaw        |
| Faith Wood-Blagrove | Modesty Barebone    |
| Jenn Murray         | Chastity Barebone   |
| Kevin Guthrie       | Abernathy           |
| Gemma Chan          | Madam Ya Zhou       |
| Martin Oelbermann   | Heinrich Eberstad   |
| Wunmi Mosaku        | Beryl               |
| Dan Hedaya          | Red                 |
| Johnny Depp         | Gellert Grindelwald |
| Zoë Kravitz         | Leta Lestrange      |

## Productie
Warner Bros. Pictures maakte in september 2013 bekend dat J.K. Rowling het script zou gaan schrijven voor een nieuwe film in de Harry Potterfranchise en dat die film gebaseerd zou zijn op het boekje Fabeldieren en Waar Ze Te Vinden. Rowling vertelde zelf dan ook dat de nieuwe films geen prequel of sequelserie zouden zijn, maar een spin-off. In april 2015 werd bekendgemaakt dat acteur Eddie Redmayne de hoofdrol in de film zou gaan spelen.

## Muziek
Op 9 april 2016 werd aangekondigd dat de originele filmmuziek zal worden gecomponeerd door James Newton Howard. Het belangrijkste Harry Potter-muziekthema Hedwig's Theme van John Williams uit eerdere films is ook meegenomen in Fantastic Beasts and Where to Find Them. Op 18 november 2016 werd de officiële soundtrack uitgebracht door WaterTower Music.